# Свободен младежки център
„Свободен младежки център“ е неправителствена и нестопанска организация, създадена във Видин през 1997 г.
Мисията на центъра е да подпомага личностното развитие на младите хора като свободни граждани на демократично общество чрез участието им в образователни програми и в общественополезни дейности.
Организацията развива програми в сферите на младежкото развитие, образованието и социалната работа на место, регионално и еврорегионално ниво. Доставчик е на социалната услуга „Център за работа с деца на улицата“ в ромския квартал на Видин - „Нов път“.